# Victor Zilberman
Pour les articles homonymes, voir Zilberman.
Victor Zilberman est un boxeur roumain né le 20 septembre 1947 à Bucarest.

## Carrière
Il participe aux Jeux olympiques d'été de 1968, 1972 et 1976 et remporte la troisième fois la médaille de bronze dans la catégorie des poids welters.